# 西尾宗次
西尾 宗次（にしお むねつぐ）は、安土桃山時代から江戸時代初期にかけての武将。越前福井藩主・松平忠直の家臣。通称は仁左衛門。父は宮地久右衛門。初め宮地久作、後に久右衛門が遠江の浪人・西尾是尊の養子となって、西尾久作を名乗る。

## 略歴
元は武田氏の家臣。遠江高天神城の戦いでは武田軍に属しており、天正9年（1581年）の高天神城落城の際、横田尹松に従って城を脱出した。文禄元年（1593年）に結城秀康の家臣となり、慶長6年（1601年）に700石と鳥銃頭の役職を与えられた。
慶長20年（1615年）の大坂夏の陣で越前松平家鉄砲組に属し、安居神社の境内にて休息中の真田信繁（幸村）を槍で突き刺し討ち取る。その功から、徳川家康及び徳川秀忠父子からは褒美を、松平忠直からは刀などを賜り、1,800石に加増された。当時、豊前小倉藩主の細川忠興の書状には、「首は越前殿鉄砲頭取申し候、手負て、草臥れして居られ候を取り、手柄にも成らず候」とある。
「幸村」初出の軍記物語『難波戦記』には、西尾は当初、この首が誰かわからなかったが、同家中で信繁と旧知の仲であった原貞胤がこれを信繁の首と認知したため、西尾は家康にこれを届けた。その際に誇張報告をした西尾を家康は叱咤したが、直前に同じ越前松平隊所属の野本右近が御宿政友の首を持参し、それに褒美を与えていたため、仕方なく同様の褒美を与えた、という話が収録されている。また、越前松平家に伝わる『松平文庫』には、西尾は相手が信繁と知らずに槍で戦って信繁を討ち取ったと記述されている。
西尾は信繁を供養するため、初代福井藩主・結城秀康と西尾家の菩提寺である孝顕寺（福井県福井市足羽）の境内に首塚を造り、首塚には信繁の鎧袖が埋められ、首はさらに別の場所に埋葬され西尾家一子相伝の秘密となったとされる。首塚には背面に信繁の法名「大機院」を刻んだ笏谷石製の高さ約90センチの地蔵像（通称「真田地蔵」）が安置されていたが、これは昭和50年（1975年）に西尾家の子孫から福井市立郷土歴史博物館に寄贈された。ただ、孝顕寺には首塚の痕跡が残らなかったため境内のどこにあったのかは不明となっている。

## 登場作品
- 闇の中の声 （池波正太郎）